# Hexafluorocuprate(III) de potassium
L'hexafluorocuprate(III) de potassium est un composé inorganique de formule K3CuF6. Il se présente sous la forme d'un solide vert pâle paramagnétique et est un exemple de composé du cuivre(III).

## Synthèse et réactions
Le composé est synthétisé par oxydation d'un mélange de chlorure de potassium et de chlorure de cuivre(I) à l'aide de fluor, suivant :
3 KCl + CuCl + 3 F2   →    K3CuF6  +  2 Cl2.
Le composé réagit facilement avec l'eau en donnant de l'oxygène et des composés du cuivre(II).